# Alexander Arvizu
Alexander A. Arvizu (ur. 1958 w Japonii) – amerykański dyplomata, ambasador Stanów Zjednoczonych w Albanii (2010–2015).

## Życiorys
Urodził się na terenie jednej z amerykańskich baz wojskowych na terenie Japonii jako syn Japonki z Kioto i Meksykanina z Dolores Hidalgo. W 1980 roku ukończył studia na Uniwersytecie Georgetown.
Pełnił funkcję zastępcy ambasadora Stanów Zjednoczonych w Kambodży i Tajlandii w latach odpowiednio 2000–2003 i 2004–2007. Dnia 1 października 2010 roku został mianowany ambasadorem Stanów Zjednoczonych w Tiranie, listy uwierzytelniające złożył 6 grudnia tegoż roku. Misję dyplomatyczną zakończył 11 stycznia 2015 roku.